# Yuki Tanabe
Yuki Tanabe (japanisch 田邉 夕貴 Tanabe Yuki; * 25. August 1989 in Kyōtanabe) ist eine ehemalige japanische Handballspielerin, die dem Kader der japanischen Nationalmannschaft angehörte.

## Karriere
Yuki Tanabe spielte bis zum Jahr 2014 für die japanische Mannschaft Hokkoku Bank und wechselte anschließend zum ungarischen Erstligisten Fehérvár KC. In zwei Spielzeiten erzielte sie insgesamt 72 Treffer für Fehérvár. Im Sommer 2016 kehrte die Außenspielerin zu Hokkoku Bank zurück. Zur Saison 2021/22 wechselte sie zum deutschen Bundesligisten Thüringer HC. Nach der Saison 2023/24 beendete sie ihre Karriere.
Tanabe bestritt mindestens 59 Länderspiele für die japanische Nationalmannschaft, in denen sie mindestens 196 Treffer erzielte. Mit Japan nahm sie 2013, 2015 und 2019 an der Weltmeisterschaft teil. Mit der japanischen Auswahl nahm sie an den Olympischen Spielen in Tokio teil.